# Fufius atramentarius
Fufius atramentarius là một loài nhện trong họ Cyrtaucheniidae. Loài này phân bố ờ Midden-Amerika.